# Interrogation
« Question » redirige ici. Pour les autres significations, voir Question (homonymie).
Cet article concerne le concept linguistique. Pour l'épreuve pédagogique, voir Évaluation (pédagogie).
Pour l’article homonyme, voir Interrogations.
 (septembre 2024).
Si vous disposez d'ouvrages ou d'articles de référence ou si vous connaissez des sites web de qualité traitant du thème abordé ici, merci de compléter l'article en donnant les références utiles à sa vérifiabilité et en les liant à la section « Notes et références ».
En linguistique, l'interrogation est un acte de langage par laquelle l'émetteur d'un énoncé adresse au destinataire (réel ou fictif) de celui-ci une demande d'information portant sur son contenu. Une phrase interrogative est couramment appelée « question ».

## Types

### Interrogation totale
L'interrogation totale concerne la phrase entière et appelle une réponse totale, comme « oui », « non », « sûrement »… 
Une telle question totale porte en fait très souvent sur un élément partiel, mis en relief par divers moyens ou non : ex. : Pierre est-il allé à Paris ? Est-ce à Paris qu'il est allé ? - Oui (= à Paris). Les autres informations présentes dans la question sont alors présupposées : dans l'exemple ci-dessus, on présuppose qu'on sait que Pierre est allé quelque part.

### Interrogations partielles
L'interrogation partielle appelle une réponse autre que oui/non, portant sur un seul élément de la phrase.  
L'interrogation partielle présuppose donc toujours les autres informations qui ne sont pas questionnées, triviales ou non : « Par quel bus viens-tu au boulot ? (Nous savons que tu viens en bus.) » « De quelle marque est ton téléphone ? (Tu as un téléphone, ton téléphone a une marque.) »
Une question partielle ouverte ne fournit pas la liste des réponses attendues. Elle comporte toujours un mot interrogatif : « Que veux-tu ? »
Une question partielle fermée (alternative) propose une liste de réponses attendues : « Veux-tu du café ou du thé ? »
On essaie parfois de fermer les interrogations totales : « Veux-tu du thé, oui ou non ? »
Et il reste possible de poser des questions entrouvertes, en ouvrant une liste non limitée de réponses possibles : « Que veux-tu : du café, du thé…? »

### Question-tag
On appelle question-tag, une question qui ne commence pas par un pronom interrogatif, ce qui implique forcement une inversion entre le sujet et le verbe dans la phrase : « Est-il grand ou petit ? » « Travaille-t-il à mi-temps ? »

## Interrogation directe et indirecte
Réponse par oui ou non
On a une interrogation indirecte lorsque la phrase est formulée sans point d'interrogation : « Je me demande si le train aura du retard. »

## Sémantique

### Les questions orientées
Une question orientée est un type de question qui dirige par avance le contenu des réponses qui pourra être donné : « Pourquoi les jeux vidéos ne rendent-ils pas violent ? » (dirige les réponses en faveur d'un lien de cause à effet entre violence et activité vidéoludique).

### Les questions impératives
Une question impérative est un type de question suggérant un acte comme réponse : « Pouvez-vous me passer le sel ? »

## Absence de marquage
Dans de rares langues, il n'existe aucun marquage formel de l'interrogation ; l'interprétation d'une phrase interrogative comme telle dépend alors entièrement du contexte.

### Marquage prosodique
Dans un très grand nombre de langues, l'interrogation s'accompagne d'une intonation prosodique distinctive ; dans certains cas, elle peut en être l'unique marque. Par exemple, en italien ou en roumain, la prosodie est le moyen principal d'exprimer l'interrogation. Le français a également cette possibilité, mais la limite largement au registre familier : « Tu viens ? Nous irons au cinéma ce soir ? »

### Marquage par alternative
Question du type « Tu viens ou tu ne viens pas ? »

### Marquage par défaut
"Absence of declarative morphemes", cf WALS n° 116

### Marquage par outil interrogatif

#### Particules interrogatives
De nombreuses langues marquent l'interrogation par une particule dédiée, de place variable selon les langues. Exemples :
- En japonais, la particule ka se place à la fin d'une phrase interrogative.
- En polonais, la particule czy se place au début d'une phrase interrogative.
- Le finnois utilise un enclitique -ko ou -kö (selon les règles de l'harmonie vocalique), qui s'attache après l'élément sur lequel porte l'interrogation, placé en tête de phrase.
- Le français utilise le subordonnant si pour introduire une proposition subordonnée interrogative.
- En français vernaculaire québécois on ajoute, dans la langue orale, la particule tu après le verbe d'une phrase interrogative tout en gardant le pronom personnel exerçant la fonction de sujet (mais ce pronom personnel n'est pas déplacé après le verbe –ni uni à celui-ci à l'aide d'un trait d'union– comme le requiert l'inversion interrogative du français standard), comme dans « On y va tu ou on reste à la maison? ». Puisque le tu qui suit le verbe n'est pas un pronom personnel exerçant la fonction de sujet ayant été déplacé après le verbe dans la proposition interrogative, on ne le lie pas au verbe à l'aide d'un trait d'union lorsqu'on transcrit le discours oral. Ainsi, on écrira « Tu viens tu? » plutôt que « *Tu viens-tu? ».
- En arabe, il y a plusieurs pronoms utilisables pour formuler une question. La phrase peut être purement nominale sans pour autant perdre sa signification de base. En plus, la personne appelée peut être représentée par un pronom attaché directement au verbe, ou séparé dans le cas de la phrase purement nominale.
- En turc, la question totale est marquée (en plus de l'intonation) par la particule mu/mü/mı/mi (selon l'harmonie vocalique avec le mot qui précède). Cette particule se place après le radical du verbe et supporte les suffixes verbaux de personne et de temps.

#### Locutions interrogatives
Des locutions figées peuvent s'employer comme particule interrogative. C'est le cas en français, qui utilise couramment est-ce que en tête de phrase pour introduire une interrogation globale, et l'emploie également après un interrogatif pour une interrogation partielle (qu'est-ce que, où est-ce que, quand est-ce que... et avec une substitution de pronom relatif dans qui est-ce qui).
Des locutions sont couramment employées comme questions-tags. Le français utilise ainsi les expressions n'est-ce pas ou pas vrai pour obtenir confirmation.

#### Adjectifs et pronoms interrogatifs
En français : qui, quoi, quel, lequel, où, quand, comment, pourquoi, combien...

### Marquage morphologique
Certaines langues possèdent un mode verbal spécifique destiné à marquer l'interrogation.

### Marquage syntaxique
L'inversion de l'ordre des mots par mise du verbe en première position est employée pour marquer l'interrogation dans un certain nombre de langues d'Europe. C'est la méthode habituelle dans les langues germaniques. Le français la connaît également ; c'est la forme préférentielle de l'interrogation dans un registre soutenu.
De nombreuses langues tendent à placer un interrogatif en tête de phrase. La grammaire générative a modélisé cette propriété sous le nom de mouvement-wh.

## En français

### Marquage de la phrase interrogative
La phrase interrogative française présente quelques caractéristiques :
- une interrogation directe se termine toujours à l'écrit par un point d'interrogation;
- une interrogation possède, à l'oral, une intonation caractéristique ascendante (en l'absence de mot interrogatif) ou autre.
- les interrogations présentent des formes et des prononciations très variées, classant des registres de langue (stigmatisés, familiers, standard, formel...) : Qu'est-ce ? Qu'est-ce que c'est ? C'est quoi ? Qu'est-ce (que) c'est que ça ?    Quelle personne est-ce (que c'est) ? Quel genre de personne est-elle ? C'est quoi comme personne ? Elle est comment ? Comment qu'elle est ?
  - Souvent, surtout dans le français formel, le sujet est inversé, c'est-à-dire placé après le verbe : Où es-tu ?  Lorsque le sujet est un groupe nominal ou un pronom autre que ce ou un pronom personnel, ce sujet est placé avant le verbe et est repris par un pronom personnel de 3e personne. On parle alors d'inversion complexe (ex: Luc a-t-il rencontré quelqu'un ? De qui Luc t'a-t-il parlé ?).
  - La locution adverbiale est-ce que est souvent utilisée pour rétablir l'ordre sujet-verbe (ex: Est-ce que tu as rencontré quelqu'un ? Où est-ce que tu es ?).
- les interrogations comportent fréquemment un mot interrogatif (pronom, déterminant, adverbe, est-ce que...).

### Interrogation totale et partielle

#### Interrogation totale
L’interrogation totale, ou question fermée, ne peut recevoir qu’une réponse comme OUI ou NON.
Ces questions commenceront soit par « est-ce que », soit directement par le sujet ou le verbe. Par exemple :
- tu as faim ?
- As-tu faim ?
- est-ce que tu as fam?
Dans les 3 cas, il s’agit bien d’un interrogation totale et nous ne pouvons répondre que oui ou non. Dans ce type de phrase, à l’oral, l’intonation sera montante et nous accentuerons la fin de la phrase pour bien marquer l’interrogation. En effet, si la fin de la phrase est accentuée, l’interlocuteur comprendra qu’il s’agit d’une question. Si au contraire l’intonation n’est pas montante c’est sera une simple phrase déclarative. Exemple :
- Tu es fatigué ? (intonation montante, question)
- Tu es fatigué. (Intonation descendante, déclaration)

#### Interrogation partielle
L’interrogation partielle, ou question ouverte, commence par un mot interrogatif. À l’oral, l’accent portera souvent sur le mot interrogatif au début de la phrase et l’intonation sera descendante. La question ouverte sous-entend que la réponse sera souvent une phrase ou un groupe de mots. 
Par exemple : 
-Où tu habites ?
- J’habite à Paris
Ou encore :
- Quel âge as-tu?
- 20 ans

### Mots interrogatifs
La vaste gamme des mots interrogatifs permet de faire porter, aussi finement que nécessaire mais souvent avec des ambiguïtés, l'interrogation sur l'identité, ou les propriétés définitoires (la catégorisation), ou les qualités accessoires, ou la quantité (nombre, taille) d'une entité (personne, objet, groupes de personnes, d'objets, lieu, moment...). L'"objet" visé peut être déjà catégorisé ou non ; il peut appartenir à un ensemble connu ou non. 
ex: (comparer) Qui est-ce ? Quelle est cette personne ? Laquelle de ces personnes est-ce ? Quel genre de personne est-ce ? Combien sont-elles ?

#### Pronoms interrogatifs
Un pronom interrogatif permet de demander l'identité de la personne ou de la chose concernée par le reste de la phrase. Les pronoms interrogatifs peuvent être simples, renforcés ou composés.

##### Forme simple
Les formes simples des pronoms interrogatifs varient selon le caractère animé ou inanimé du référent, et la fonction du pronom.
| Fonction                   | Référent animé          | Référent inanimé         |
| -------------------------- | ----------------------- | ------------------------ |
| Sujet                      | qui                     |                          |
| COD                        | qui                     | que                      |
| Complément prépositionnel  | préposition + qui       | préposition + quoi       |
| Complément de nom          | groupe nominal + de qui | groupe nominal + de quoi |
| Compl. de verbe subordonné | subordonnée + qui       | subordonnée + quoi       |

ex: Qui as-tu rencontré ? ex: Avec qui iras-tu à la piscine ? 
ex: Avec l'autorisation de qui  as-tu fait cela ? Tu as eu cette idée en fumant quoi ? Pour arriver à quoi ?

##### Forme renforcée
À chaque forme simple correspond une forme renforcée qui est une locution pronominale interrogative.
| Fonction                  | Référent animé               | Référent inanimé              |
| ------------------------- | ---------------------------- | ----------------------------- |
| Sujet                     | qui est-ce qui               | qu'est-ce qui                 |
| COD                       | qui est-ce que               | qu'est-ce que                 |
| Complément prépositionnel | préposition + qui est-ce que | préposition + quoi est-ce que |

ex: Qui est-ce que tu as rencontré ? ex: Avec qui est-ce que tu iras à la piscine ?

##### Forme composée
La forme composée varie selon le genre, le nombre et la fonction du référent, et peut se contracter avec les prépositions à et de. Elle a une valeur anaphorique, car elle reprend un groupe nominal.
| Fonction                  | Masculin singulier   | Masculin pluriel       | Féminin singulier      | Féminin pluriel          |
| ------------------------- | -------------------- | ---------------------- | ---------------------- | ------------------------ |
| Sujet, COD                | lequel               | lesquels               | laquelle               | lesquelles               |
| Complément prépositionnel | préposition + lequel | préposition + lesquels | préposition + laquelle | préposition + lesquelles |
| Avec la préposition à     | auquel               | auxquels               | à laquelle             | auxquelles               |
| Avec la préposition de    | duquel               | desquels               | de laquelle            | desquelles               |

ex: J'ai acheté deux livres. Lequel (de ces livres) veux-tu lire ? 
ex: Tu as beaucoup d'amis. Avec lequel (d'entre eux) iras-tu à la piscine ?

#### Déterminants interrogatifs
Le déterminant interrogatif quel est variable en genre et en nombre, contrairement à combien de. 
ex: Quel livre as-tu lu ? Quelle est ton opinion ?
ex: Combien de livres as-tu lu ?

#### Adverbes interrogatifs
Les adverbes interrogatifs où, quand, comment, combien et pourquoi sont utilisés lorsque l'interrogation porte sur les circonstances. Les adverbes interrogatifs possèdent aussi des formes renforcées où est-ce que, quand est-ce que, etc.
ex: Où vas-tu ?
ex: Où est-ce que tu vas ?